# Desde que amanece apetece
Desde que amanece apetece es una película española de 2005 dirigida por Antonio del Real.

## Argumento
Sobreprotegido por sus padres, el inmaduro Pelayo (Gabino Diego) es expulsado de su remoto pueblo asturiano tras una de sus patológicas gamberradas. Es enviado a Madrid para que prospere al amparo de su tío Lorenzo (Arturo Fernández), un empresario triunfador que abandonó el pueblo hace cuarenta años. Su padre le prohíbe volver antes de que se haga un hombre y encuentre una buena chica para casarse. Sin embargo, la realidad se parece muy poco a la imagen que Lorenzo a base de fanfarronadas ha logrado que se tenga de él en su pueblo. El empresario es en realidad un tipo acabado, mánager de un grupo de boys piltrafillas que son el hazmerreír del oficio. Ha cifrado sus últimas esperanzas vitales en la inminente boda con Palmira (Loles León), una prostituta retirada con un hijo obeso que posee un antro cabaretero donde actúan los boys de Lorenzo en despedidas de soltera. El ambicioso empresario del ramo, Prados (Ángel de Andrés López), con un grupo de boys cachas y multinacionales, aspira a desbancar a Lorenzo del local y del corazón de Palmira. La llegada de Pelayo pondrá patas arriba la vida de Lorenzo. Con un candor de retrasado, hará que Palmira descubra los encuentros sexuales que Lorenzo tiene con las clientas en los servicios, dando al traste con la boda y dejando a Lorenzo y sus chicos en la calle. En su aspiración de convertirse en un hombre para poder volver pronto al pueblo, Pelayo conocerá las delicias y amarguras del amor mercenario en brazos de Claudia (Kira Miró), una prostituta venezolana de la que cae perdidamente enamorado. Lorenzo, que tiene un dudoso pasado de gigoló, tendrá una idea salvadora para él y sus chicos: montar una agencia de prostitutos.

## Comentarios
Arturo Fernández llevaba más de diez años sin interpretar ningún papel en el cine.
Esa es la segunda colaboración del director Antonio del Real con la actriz Mabel Escaño, después de El poderoso influjo de la luna (1980).
En la película tiene un pequeño papel la periodista Lydia Lozano, amiga del director.

## Reparto
| Actor/Actriz          | Personaje           |
| --------------------- | ------------------- |
| Gabino Diego          | Pelayo              |
| Arturo Fernández      | Lorenzo             |
| Loles León            | Palmira             |
| Ángel de Andrés López | Prados              |
| Kira Miró             | Claudia             |
| Juan Muñoz            | Vallecano           |
| Mabel Escaño          | Sra. Domínguez      |
| Marta de Pablo        | Deborah             |
| Eloy Arenas           | Alcalde             |
| Jorge Roelas          | Cura                |
| Antonio Gamero        | Taxista             |
| Jorge Calvo           | Pinchito            |
| Miguel Ángel Muñoz    | Máquina             |
| Antonio Hortelano     | Huesitos            |
| Mary Carmen Ramírez   | Teresa              |
| José Sancho           | Finito              |
| Concha Cuetos         | Sra. Sánchez Wilson |
| Mansueto Manel        | Morcilla            |
| Antonio Garrido       | Nenaza              |
| Lucas Trapaza         | Henry               |
| Rodrigo Utrilla       | Juancri             |
| Ramón Lillo           | Manolo              |
| Fernando Chinarro     | Abuelo              |
| Almudena Herrera      | Novia               |
| José Montó            | Novio               |
| Marina Lozano         | Silvia              |
| Pilar Ordóñez         | Psicóloga           |
| Miguel Ángel Gredilla | Sancho              |
| Covadonga Arimbau     | Rubia Oxigenada     |
| Candela Fernández     | Viuda               |
| Francisco Maestre     | Laguna              |
| Tomás Sáez            | Acreedor            |
| Chema Coloma          | Enviado Especial    |
| Laura Morales         | Presentadora        |
| Lydia Lozano          | Lydia               |
| Alberto Chaves        | Fotógrafo           |
| León Dávila           | Guardaespaldas      |
| Armando Buika         | Guardaespaldas      |
| Carlos Martín         | Guardaespaldas      |
| Ramiro Paredes        | Notario             |
| José María Sacristán  | Maitre              |
| Juan Ignacio Ocaña    | Policía Tráfico     |
| Lola Balsalobre       | Gordita             |
| Jorge Camba           | Portero Restaurante |
| Juan Ripoll           | Locutor Radiofónico |
| Antonio Requena       | Borracho            |
| María José Castaneda  | Puta 1              |
| Pepa Terrón           | Dama                |
| Ciro Miró             | Camarero            |
| Alejandro Moreno      | Boy Nórdico         |
| Rolando Pedro Robert  | Boy Africano        |
| Alberto Robles        | Boy Cubano          |
| Agustín Pedrero       | Boy Brasileño       |
| Carlos Hernández      | Boy Ruso            |
| Osaba Orian           | Portero Club        |
| Natalia Domínguez     | Pija 1              |
| Eva Almaya            | Pija 2              |
| Julia Fernández       | Niña Scout          |

- Datos: Q5263835